# 안나 마리아 베르니니
안나 마리아 베르니니(Anna Maria Bernini, 1965년 8월 17일 ~ )는 이탈리아의 정치인, 변호사, 대학 교수이다.

## 같이 보기
- 이탈리아의 교육
- 주세페 마노